# Urobatis maculatus
Urobatis maculatus is een vissensoort uit de familie van de Urotrygonidae. De wetenschappelijke naam van de soort is voor het eerst geldig gepubliceerd in 1913 door Garman.